# Stuart Chatwood
Stuart Chatwood (nacido el 22 de octubre de 1969 en Fleetwood, Lancashire, Inglaterra) es un músico canadiense, más conocido como el bajista y tecladista de la banda de rock ya separada The Tea Party. The Tea Party era conocida por fusionar estilos musicales tanto del mundo oriental y occidental, en lo que llamaron "Moroccan roll". 
Stuart Chatwood es también un compositor de bandas sonoras de videojuegos. Sus composiciones han aparecido en las bandas sonoras de ocho juegos de la saga de Prince of Persia, desarrollado por Ubisoft Montreal. Chatwood trabajó en las bandas sonoras de los juegos Prince of Persia: Las Arenas del Tiempo (2003), Prince of Persia: El Alma del Guerrero (2004), Prince of Persia: Las Dos Coronas (2005), Battles of Prince of Persia (2005), Prince of Persia: Revelations (2005), Prince of Persia: Rival Swords (2007), Prince of Persia: The Fallen King (2008) y Prince of Persia (2008). La serie ha tenido mucho éxito, vendiendo más de diez millones de copias en todo el mundo.

## Biografía
Chatwood nació el 22 de octubre de 1969 en Fleetwood, Lancashire, Inglaterra, pero creció en Windsor, Ontario, Canadá junto con los miembros de The Tea Party, aunque su primera banda se llamaba The Stickmen. 
Chatwood formó The Tea Party en 1990 junto a Jeff Martin y Jeff Burrows después de una sesión de grabación en los estudios Cherry Beach Rehearsal Studios en Toronto. 
La banda cosechó un gran éxito tanto en Canadá como en los Estados Unidos, y grabaron un total de siete álbumes de estudio, The Tea Party (1991), Splendor Solis (1993), The Edges of Twilight (1995), Transmission (1997), Triptych (1999), The Interzone Mantras (2001) y Seven Circles (2004). En 2001, Chatwood ganó un premio Juno a la mejor obra de arte por su álbum homónimo The Tea Party. 
En octubre de 2005, The Tea Party se disolvió debido a diferencias creativas y Martin bruscamente anunció que estaba empezando una carrera en solitario. Después Chatwood declaró en el foro de la banda que "Jeff Burrows y yo sinceramente lo sentimos por la forma en que esto fue manejado. En cuanto a Jeff y yo estuvimos trabajando en cuestión, pero la banda se ha tomado un descanso."
Luego desde 2006 en adelante, Chatwood ha compuesto música para bandas sonoras de películas y videojuegos.

## Discografía con The Tea Party
- The Tea Party (1991)
- Capitol Records demo (1992)
- Splendor Solis (1993)
- The Edges of Twilight (1995)
- Alhambra (1996)
- Transmission (1997)
- Triptych (1999)
- Live at the Enmore Theatre (1999)
- Tangents: The Tea Party Collection (2000) (compilación)
- Illuminations (2001) (DVD)
- The Interzone Mantras (2001)
- Seven Circles (2004)

## Soundtracks con The Tea Party
- Lilly (1993)[5]

## Soundtracks de videojuegos
- Road Rash 3D (1998, EA)
- NHL 2002 (2001, EA)
- Prince of Persia: The Sands of Time (2003, Ubisoft)
- Prince of Persia: Warrior Within (2004, Ubisoft)
- Prince of Persia: The Two Thrones (2005, Ubisoft)
- Battles of Prince of Persia (2005, Ubisoft)
- Prince of Persia: Revelations (2005, Ubisoft)
- Prince of Persia: Rival Swords (2007, Ubisoft)
- Prince of Persia: The Fallen King (2008, Ubisoft)
- Príncipe de Persia (2008, Ubisoft)
- Darkest Dungeon (2016, Red Hook Studios)
- Darkest Dungeon II (2021, Red Hook Studios)

## Videoclips
- "Writing's on the Wall" (2004)[6]
- "Oceans" (2005)[7]